# Uster
Uster är en stad och kommun i kantonen Zürich, Schweiz. Kommunen har 36 352 invånare (2023).
Uster är huvudort i distriktet Uster.
Orten Uster består av ortsdelarna Kirchuster, Niederuster, Oberuster, Gschwader och Rehbüel-Hegetsberg. I kommunen finns även orterna Nänikon, Werrikon, Sulzbach, Freudwil, Wermatswil och Riedikon.